# Дайґо Фукурю Мару
Дайґо Фукурю Мару (яп. 第五福龍丸 укр. Щасливий дракон) — японський риболовецький човен, що потрапив у зону радіоактивних опадів, спричинених випробуванням водневої бомби Сполученими Штатами на атолі Бікіні 1 березня, 1954.
Екіпаж страждав променевим синдромом протягом декількох тижнів. Під час лікування членів екіпажу випадково заразили гепатитом через переливання крові. Всі одужали, за винятком радиста Кубоями Айкічі (Kuboyama Aikichi), який помер від цирозу печінки, ускладненого гепатитовою інфекцією, 23 вересня 1954 року. Кубояму Айкічі вважають першою жертвою водневої бомби та випробувального вибуху Castle Bravo.

## Події, що передували інциденту
1947 року рибальський човен Даінана Котошіро Мару(第七事代丸, Котошіро Мару № 7) спущено на воду в Коза, Вакаяма. Пізніше його перероблено для ловлі тунця в Яізу, Сідзуока, а назву змінено на Дайґо Фукурю Мару.

## Неочікуване радіоактивне зараження
Дайґо Фукурю Мару зіткнулась із наслідками випробування американської водневої бомби на атолі Бікіні, що поблизу Маршаллових островів, 1 березня 1954 року. Радіоактивного зараження зазнали всі 23 рибалки разом із виловленою рибою. На час проведення випробування човен ловив тунця поза межами визначеної американським урядом небезпечної зони. Рибалки усвідомили небезпеку, однак перед тим як покинути небезпечну зону, вони вибрали сіті, тому човен перебував протягом кількох годин у зоні зараження. Пізніше американський уряд розширив межі небезпечної зони, та повідомив що ще близько ста інших, окрім Дайґо Фукурю Мару, рибальських човнів зазнали радіоактивного зараження внаслідок випробування.
Ця трагедія спричинила зростання інтенсивного антиядерного руху в Японії. Уряд США, побоюючись переходу антиядерного руху в антиамерикаський, доклав максимум зусиль до швидкого вирішення конфлікту. Внаслідок перемовин із тогочасним урядом Японії, очолюваним проамериканськи настроєним прем'єр-міністром Йошідою Шіґеру, США виплатили постраждалим рибалкам 2 000 000 дол. США, та добилися згоди щодо уникнення судових позовів.

## Вплив на масову культуру
Через п'ять років після випадку японський режисер Шіндо Кането зняв про описані події фільм «Дайґо Фукурю Мару».
Цей випадок також вплинув на появу пізніших апокаліптичних фільмів, зокрема про Ґодзіллу, монстра-мутанта що виходить на берег із океанської глибини, щоб помститися цивілізації.